# Fəqan Umudov
Fəqan Haqverdi oğlu Umudov (ur. 1 kwietnia 1979) – azerski zawodnik taekwondo, dwukrotny srebrny medalista mistrzostw Europy.

## Kariera sportowa
Dwukrotnie został wicemistrzem Europy seniorów w kategorii wagowej do 78 kg. Dokonał tego w 1998 roku w Eindhoven i w 2002 roku w Samsun.
W 1996 roku w Zagrzebiu został młodzieżowym mistrzem Europy w kategorii do 72 kg. W tym samym roku w Barcelonie został młodzieżowym wicemistrzem świata w tej kategorii.
W 1999 roku w Poreču wystąpił w światowych kwalifikacjach do igrzysk olimpijskich w Sydney, jednak nie zapewnił sobie kwalifikacji – odpadł w 1/8 finału.
Czterokrotnie uczestniczył w mistrzostwach świata w latach 1997–2003, jednak ani razu nie został ich medalistą. W pierwszych trzech startach odpadł w 1/32 finału. Najlepszy rezultat osiągnął w czwartym starcie, w 2003 roku, na mistrzostwach w Garmisch-Partenkirchen – dotarł wówczas do 1/8 finału. 
Dwukrotnie stanął na podium wojskowych mistrzostw świata w kategorii wagowej do 78 kg – w 1999 roku w Karlovacu i w 2002 roku w Fort Hood zdobył brązowe medale.